# Ruagea tomentosa
Ruagea tomentosa är en tvåhjärtbladig växtart som beskrevs av José Cuatrecasas. Ruagea tomentosa ingår i släktet Ruagea och familjen Meliaceae. Inga underarter finns listade i Catalogue of Life.